# Harry Potter: Wizards Unite
Harry Potter: Wizards Unite је мобилна игра проширене реалности, намењена за Андроид и iOS 21. јуна 2019. Бета верзија је објављена на Новом Зеланду у априлу, а у Аустралији у мају 2019. године.

## Преглед
Најављена је за 8. новембар 2017. године. Играчи могу да посећују локације у стварном свету користећи чаролију, откривају мистериозне артефакте и сусрећу ликове и легендарне звери из универзума Хари Потера. Игра је направљена по узору на ПокемонГо. Потврђено је 14. новембра 2018. године да ће игра бити објављена 2019.
Играчи могу да бирају своју чаробну кућу, штапић и професију.
Први трејлер за видео игру објављен је у марту 2019. године.